# Тонгатапу
Тонгатапу или Тонгатабу (на английски: Tongatapu, Tongatabu) е остров в югозападната част на Тихия океан, най-големият от архипелага Тонга. Площта му е 257 km², а населението на 1 януари 2021 г. – 74 454 души.
Островът е разположен в южната част на архипелага и има форма на изпъкнала на юг дъга. Дължината му от запад на изток е 32 km, а ширината му варира от 3 km в средната до 18 km в източната част. На северното му крайбрежие са разположени две плитки (с дълбочина 1 – 6 m) лагуни – Фангатаута и Фангакакау. На север, на около 7 km от него има множество малки островчета и коралови рифове с обща площ 3,5 km². Островът е изграден от коралови варовици. Релефът му е равнинен с максимална височина 65 m (в крайната му югоизточна част). Климатът е тропичен, пасатен. Почти целият остров е зает от овощни и зеленчукови градини, в които се отглеждат кокосови палми, банани, цитруси и др. На северното му крайбрежие е разположен град Нукуалофа, столицата на Кралство Тонга. Остров Тонгатапу е открит на 21 януари 1643 г. от видния холандски мореплавател Абел Тасман.